# Wilhelm Wickertsheimer

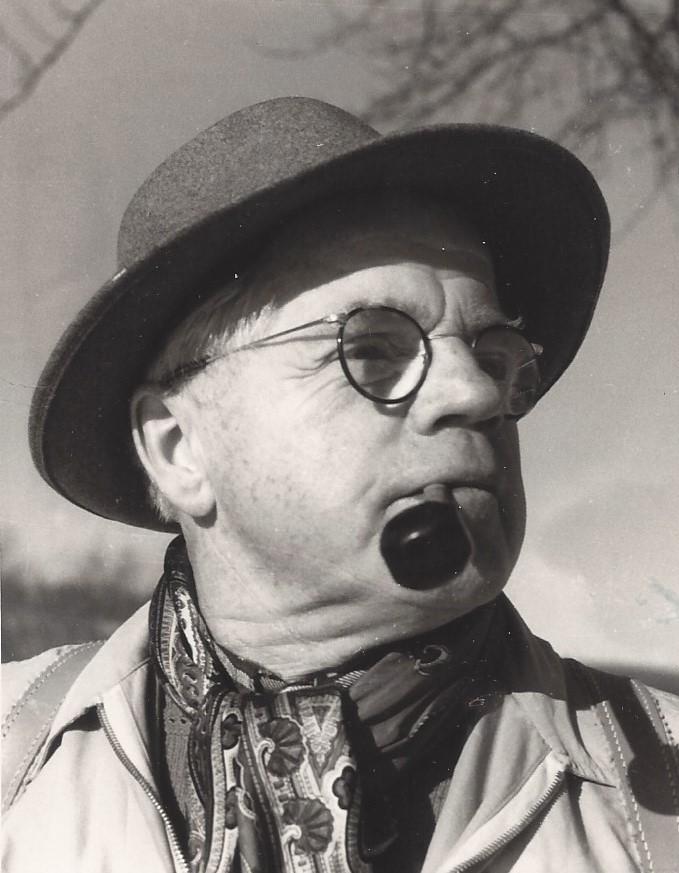
Wilhelm Wickertsheimer, der „Lohrer Molersmann“

Wilhelm Wickertsheimer (* 9. September 1886 in Lahr/Schwarzwald; † 7. Februar 1968 in Offenburg) war ein deutscher Landschaftsmaler.

## Leben
Wilhelm Wickertsheimer wurde 1886 als Sohn des Malermeisters Johann Wilhelm Wickertsheimer und seiner Frau Sophie Elisabeth Wickertsheimer, geb. Eckermann, in Lahr im Schwarzwald geboren. Der Tradition von Vater und Großvater folgend absolvierte er seine Lehrzeit als Maler in den Jahren 1900 bis 1903 im elterlichen Betrieb und an der Gewerbeschule Lahr, die im März 1904 mit der Gesellenprüfung vor der Handwerkskammer in Freiburg abschloss. Schon in dieser Zeit zeigte sich, dass sein Talent weit über den Handwerksberuf Maler hinausging. Im Zusammenhang mit einer Ausstellung der Gewerbeschule schrieb das Lahrer Wochenblatt am 29. März 1903: „Auf Einzelheiten kännen wir hier unmöglich eingehen; doch sei hervorgehoben, dass die nach Gipsmodellen gemalten Faltenwürfe (von W. Wickertsheimer) die allgemeine Aufmerksamkeit mit Recht auf sich zogen.“ So bekam er in den Jahren 1900 bis 1905 Kunstunterricht vom Schweizer Kunstmaler August Burkhardt in Lahr und besuchte 1905 bis 1907 die Kunstgewerbeschule in Karlsruhe, wo er insbesondere von seinem Lehrer Hans Thoma beeinflusst wurde. In den Semesterferien war er als Dekorationsmaler in Zürich sowie als Kirchenmaler und Restaurator in der Kunstwerkstätte Viktor Mezger tätig. Als sein Vater 1907 starb, übernahm er den elterlichen Betrieb und legte im März 1909 vor der Handwerkskammer in Freiburg die Meisterprüfung ab. Am 28. Oktober 1914 rückte er in den Krieg ein, überlebte die Schlacht an der Somme und wurde am 3. Juli 1916 in Nordfrankreich schwer verletzt. Nach dem Krieg nahm er den Malerbetrieb wieder auf, ab 1939/40 konnte er wegen seines künstlerischen Erfolges als freischaffender Künstler arbeiten. Neben der Malerei galten seine Interessen der Musik und der Natur, für deren Erhalt und Pflege er sich vehement einsetzte. Insbesondere im Schwarzwaldverein Ortsgruppe Lahr und im Gesangverein Concordia war er aktives und engagiertes Mitglied, was jeweils mit der Ehrenmitgliedschaft im Verein gewürdigt wurde. 1968  starb er im Alter von 82 Jahren.

## Werk

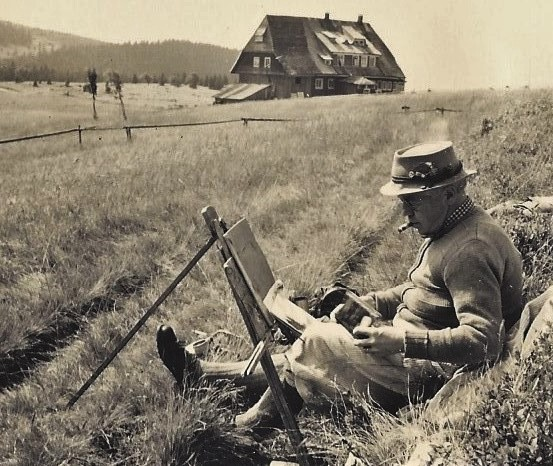
Im Feldberggebiet

Wilhelm Wickertsheimer gilt als bedeutender Landschaftsmaler der ersten Hälfte des 20. Jahrhunderts für die Bereiche Südschwarzwald und Ortenau. Besonders viele Motive fand er in seiner Heimatstadt Lahr, am Schutterlindenberg und am Gaisberg, im Elztal, an Feldberg und Hornisgrinde und im Bereich Bernau. Es existieren aber auch viele Bilder vom Bodensee, aus der Schweiz und aus Paris. Eine absolute Rarität ist eine Aquarellsammlung, die er als Soldat im Ersten Weltkrieg während der Schlacht an der Somme malte und mit entsprechenden schriftlichen Informationen versah.
Die meisten Bilder malte er auf Pappe mit Ölfarbe, es existieren aber auch Ölbilder auf Leinwand, eine Vielzahl von Aquarellen und Kohle- und Bleistiftzeichnungen.
Er zog immer wieder mit Staffelei, Malkasten und Hocker hinaus, um in freier Natur seine Motive zu finden, zu skizzieren und teilweise auch komplett zu malen. Man findet heute noch in manchen Wanderhütten und in traditionellen Schwarzwaldstuben von Gaststätten seine Bilder. Es gibt nur wenige Bilder von Wickertsheimer, auf denen Menschen zu sehen sind. Lediglich bei den Ansichten von Bauernhöfen, Kirchen oder Ortschaften sieht man hin und wieder skizzierte Personen. Gerade letztere Bilder von Gebäuden und Ortschaften sind heute wichtige Zeitzeugen und Dokumentationen der damaligen Zeit, da viele Gebäude im Krieg zerstört wurden oder der Modernisierung zum Opfer gefallen sind.
Er versuchte sich gelegentlich in der abstrakten Malerei, malte aber hauptsächlich realistisch, eher einer Fotografie ähnlich. Die Wirkung seiner Bilder ist meist von besonderem Licht (Winter-, Abendstimmung) sowie von den Gewalten der Natur (Wolken, Nebel, Schnee) geprägt. Als gelernter Maler (Anstreicher) beherrschte er auch das Bemalen von Möbeln mit bäuerlichen Motiven, wie es um diese Zeit modern war.
Zusammen mit den Malern Hermann Dischler, Curt Liebich, Julius Heffner, Wilhelm Nagel und anderen schloss er sich 1926 zur Ausstellungsgemeinschaft „Die Schwarzwälder“ zusammen, die 1927 in Freiburg ihre erste gemeinsame Ausstellung veranstaltete. 1942 und 1942 war er mit vier Landschaftsbildern auf der Großen Deutschen Kunstausstellung in München vertreten.
Ab Herbst 2016 kann man in Lahr auf dem vom Schwarzwaldverein, Ortsgruppe Lahr initiierten Wickertsheimer Rundweg eine Auswahl seiner Werke besichtigen.

## Werke (Auswahl)

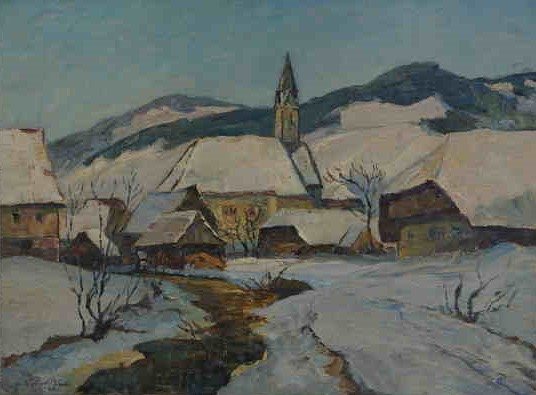
Schuttertal im Winter
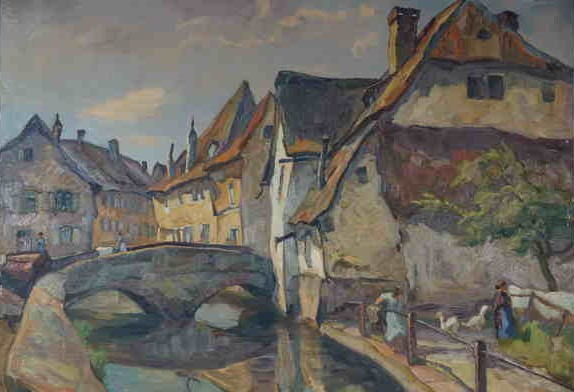
Alt Lahr, große Brücke beim Bären
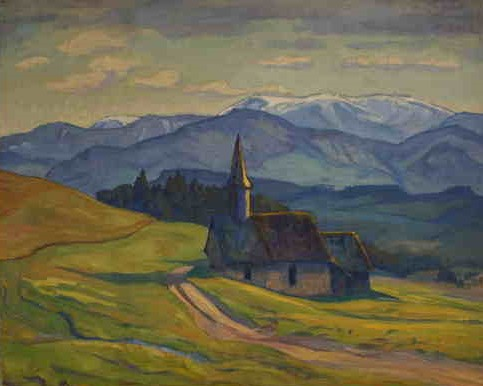
Bergkapelle bei Hinterzarten
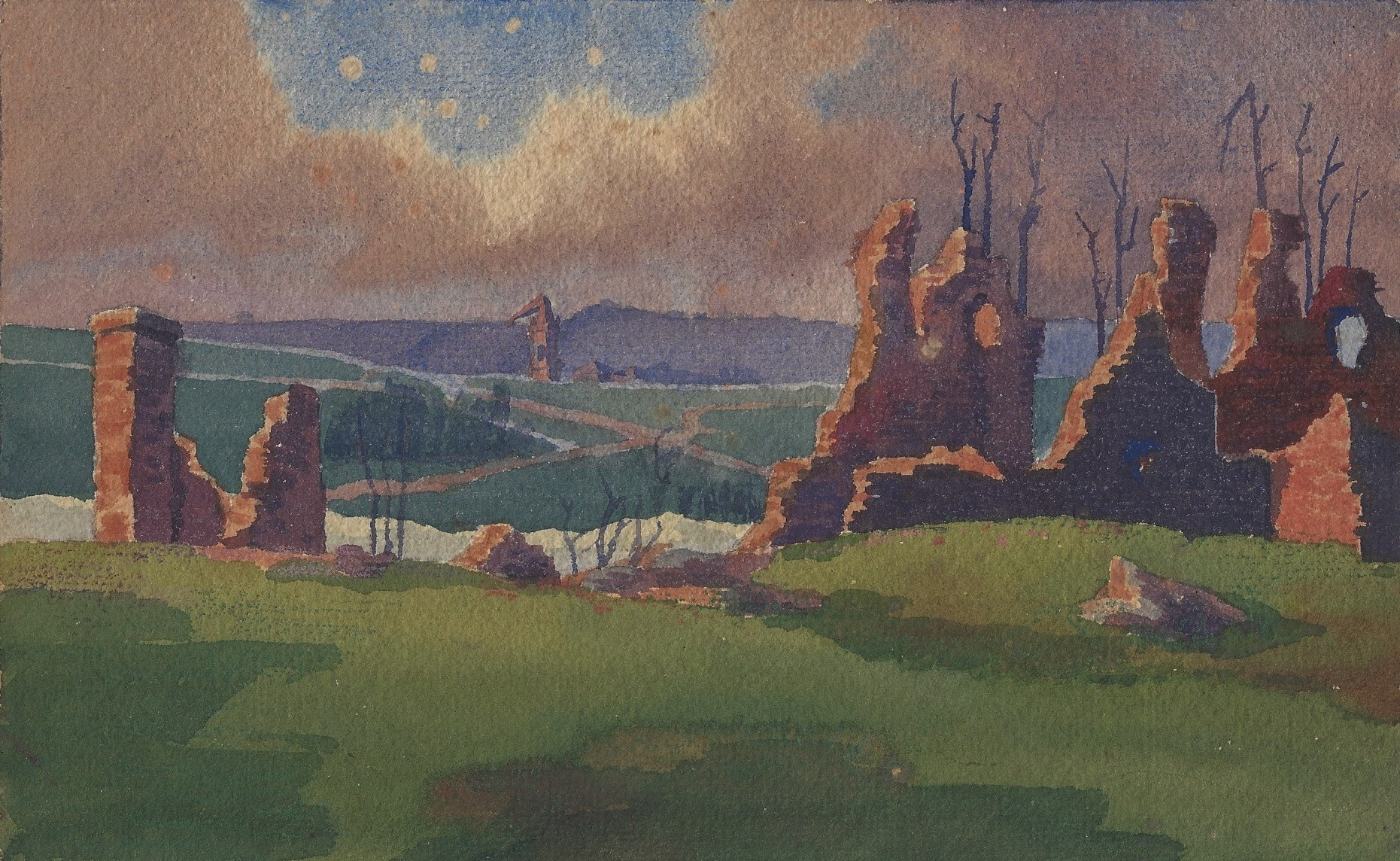
Aus dem Schützengraben, La Boiselle September 1915
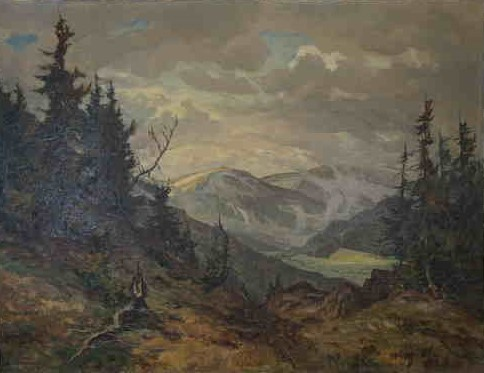
Feldberg zwei Seen Blick
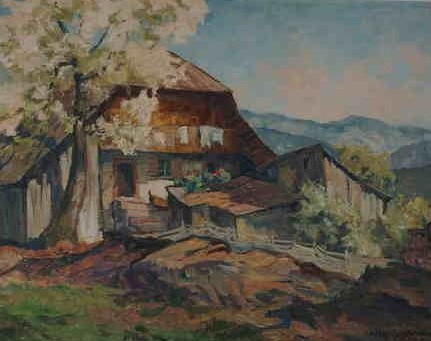
Kirschblüte am Gaisberg